# Teichhäuser (Bad Liebenwerda)

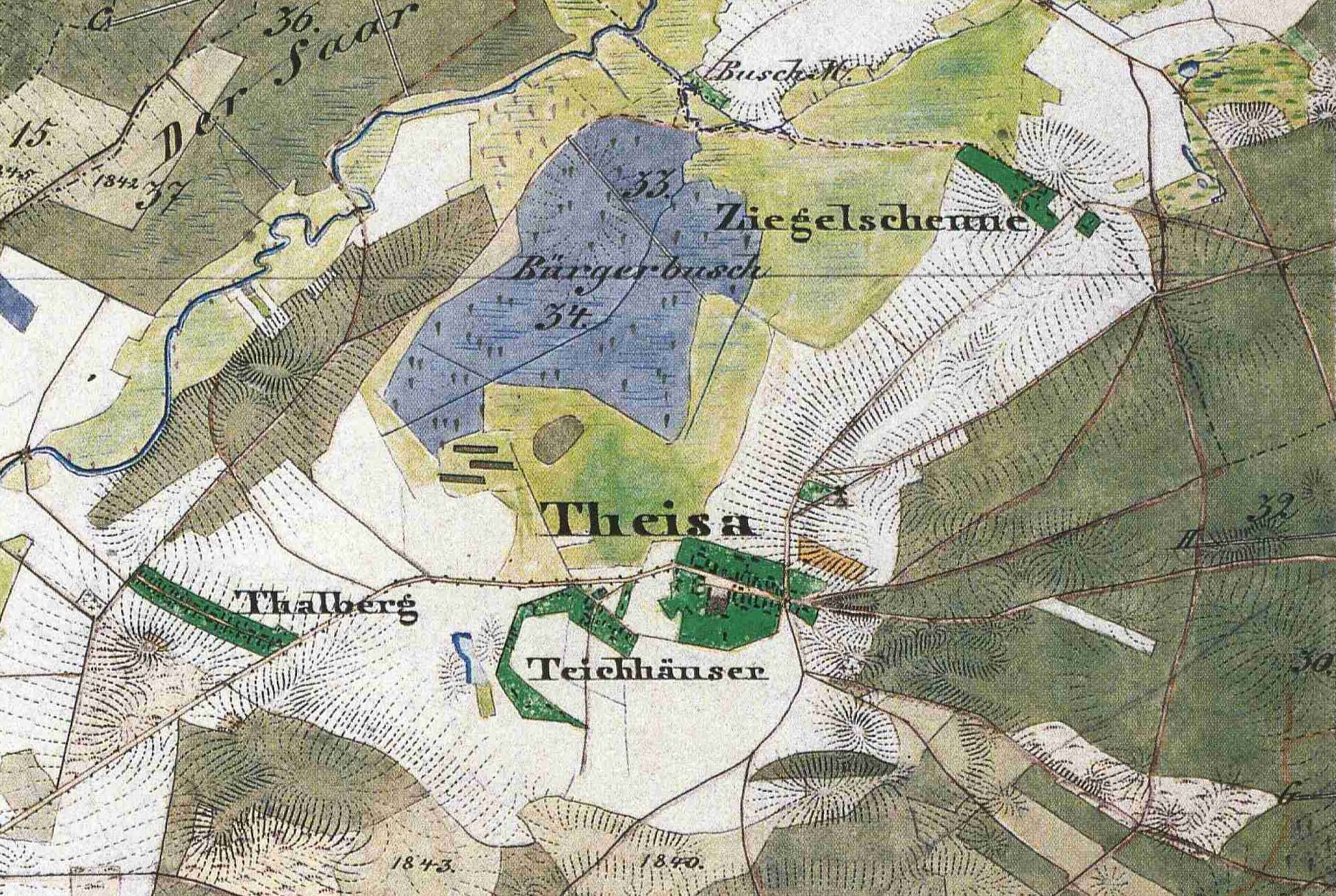
Theisa und seine Kolonien Teichhäuser, Thalberg und Ziegelhäuser auf einen Urmeßtischblatt (1847)

Teichhäuser ist ein amtlich ausgewiesener Wohnplatz im Ortsteil Theisa der Kurstadt Bad Liebenwerda im südbrandenburgischen Landkreis Elbe-Elster. Dieser befindet sich rechtsseitig des westlichen Ortseingang von Theisa. Örtlich gekennzeichnet ist er durch eine gleichnamige Straße, die hier von der Landesstraße 653 abzweigt.

## Geschichte
Die Teichhäuser sind ursprünglich eine von drei Kolonien des Ortes. Neben den Teichhäusern waren das noch die wieder angelegte Ortslage des westlich gelegenen Dorfes Thalberg und die nordöstlich gelegenen Ziegelhäuser. Diese Kolonien waren ab der Mitte des 18. Jahrhunderts vom Rittergut Theisa angelegt worden. So entstanden die Teichhäuser wohl vermutlich zuerst. Ihnen folgte die Anlage der Kolonie Thalberg (ab 1789) und später die Ziegelhäuser. Die Teichhäuser ziehen sich auch heute noch gut zu erkennend halbkreisförmig um ein Areal, wo sich einst ein Teich befand. Dieser Teich wurde von einem Premsniz oder Premnitz genannten Gewässer gespeist und floss dann schließlich ebenfalls über die Premsniz in die Kleine Elster ab. Laut einem im Jahre 1937 in der Schwarzen Elster erschienenen Aufsatz des Heimatforschers und einstigen Theisaer Lehrers Rudolf Matthies (1909–1996) war der Teich um 1800 wohl allerdings schon nicht mehr vorhanden. Auch in einer im Jahre 1792 erschienenen vom Historiker Christian Ernst Weiße (1766–1832) herausgegebenen Schrift wird dieses Areal als elender Bruch bezeichnet. Auf einem im Jahre 1847 erschienenen Urmesstischblatt sind dieser Teich und auch der kleine Flusslauf der Premsniz nicht mehr verzeichnet. Nahe der Kolonie entstand schließlich aber ein weiterer Teich, der ebenfalls später wieder verschwand.
Teichhäuser war, wie auch die beiden anderen Theisaer Kolonien, nicht mit eigenem Land ausgestattet. Sie dienten dem Rittergut vermutlich vorrangig zur Arbeitskräftebeschaffung. Um 1790 besaßen die Teichhäuser allerdings sogar einen eigenen Ortsrichter und bis 1780 ist auch von einem hier ansässigen Gutsschmied bekannt. Bis 1840 sollen bereits 22 Häuser in der Kolonie entstanden sein, wobei bis zum Ersten Weltkrieg noch einmal 15 Häuser hinzukamen. Laut Matthies war die Kolonie Teichhäuser bis kurz vor dem Zweiten Weltkrieg auf etwa 100 Häuser angewachsen. Außerdem bildeten die Teichhäuser bis 1893 sogar einen eigenen Gutsbezirk, welcher zusammen mit dem Theisaer Rittergut, seinen beiden anderen Kolonien und weiteren Orten, ab dem Jahre 1874 zum Amtsbezirk Maasdorf des Kreises Liebenwerda gehörte.